# Hessit
Hessit, auch als Tellursilber oder Tellursilberglanz bekannt, ist ein selten vorkommendes Mineral aus der Mineralklasse der „Sulfide und Sulfosalze“ mit der chemischen Zusammensetzung α-Ag2Te und ist damit chemisch gesehen Silbertellurid.
Hessit kristallisiert im monoklinen Kristallsystem und bildet bis zu 1,7 Zentimeter große, pseudokubische, irregulär gewachsene Kristalle, kommt aber auch in Form kompakter Massen oder feiner Körner vor. Das Mineral ist in jeder Form undurchsichtig (opak). Die Kristalle sind von blei- bis stahlgrauer Farbe und weisen auf den Oberflächen einen metallischen Glanz auf. Mit der Zeit können die Oberflächen schwarz anlaufen.

## Etymologie und Geschichte

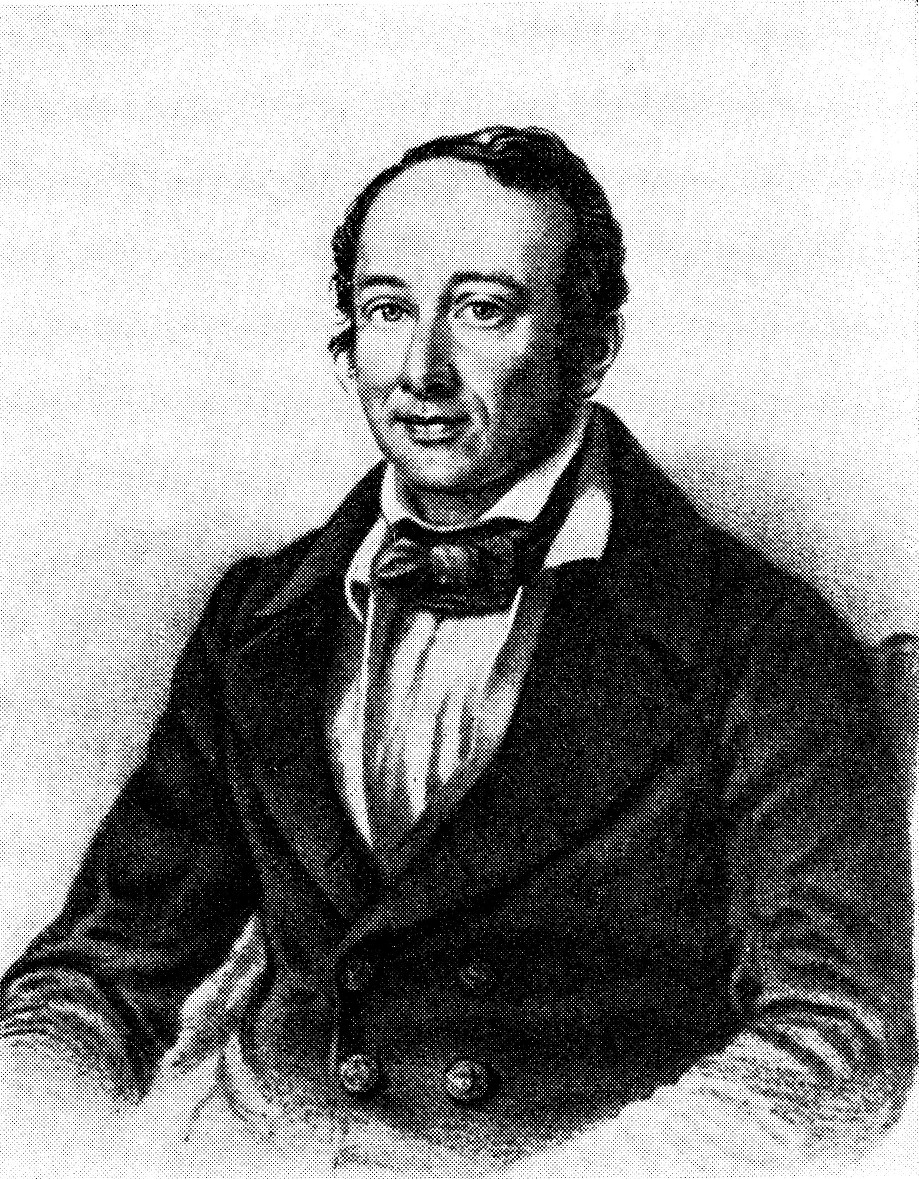
Namensgeber Germain Henri Hess, etwa 1850

Das Mineral wurde erstmals 1830 von Gustav Rose beschrieben. Dieser untersuchte ein Erz, das aus der Sawodinski-Mine in der Region Altai (Sibirien) stammte und im Museum in Barnaul ausgestellt wurde. Dort war es für Argentit gehalten worden. Durch Untersuchungen mit dem Lötrohr und weitere Tests erkannte Rose jedoch schnell, dass es sich um ein Silber-Tellur-Mineral handeln müsse, und bezeichnete es entsprechend als Tellursilber.
Seinen bis heute gültigen Namen Hessit erhielt das Mineral 1843 durch Julius Fröbel, der es nach dem schweizerisch-russischen Chemiker und Mineralogen Germain Henri Hess (1802–1850) benannte.
Das Typmaterial des Minerals wird in der Mineralogischen Sammlung des Museums für Naturkunde in Berlin unter den Sammlungsnummern 1999-7528 und 1999-0072 sowie im Bergbaumuseum (englisch Mining Museum, MM) in Sankt Petersburg (Russland) aufbewahrt.
Da der Hessit bereits lange vor der Gründung der International Mineralogical Association (IMA) bekannt und als eigenständige Mineralart anerkannt war, wurde dies von ihrer Commission on New Minerals, Nomenclature and Classification (CNMNC) übernommen und bezeichnet den Hessit als sogenanntes „grandfathered“ (G) Mineral. Die seit 2021 ebenfalls von der IMA/CNMNC anerkannte Kurzbezeichnung (auch Mineral-Symbol) von Hessit lautet „Hes“.

## Klassifikation
Bereits in der veralteten 8. Auflage der Mineralsystematik nach Strunz gehörte der Hessit zur Mineralklasse der „Sulfide und Sulfosalze“ und dort zur Abteilung „Sulfide etc. mit M : S > 1 : 1“, wo er gemeinsam mit Aguilarit, Akanthit, Argentit, Naumannit und Petzit in der „Argentit-Naumannit-Gruppe“  mit der Systemnummer II/A.03 steht.
Im zuletzt 2018 überarbeiteten „Lapis-Mineralienverzeichnis“, das sich im Aufbau noch nach der alten Form der Systematik von Karl Hugo Strunz richtet, erhielt das Mineral die System- und Mineralnummer II/B.05-040. In der „Lapis-Systematik“ entspricht dies ebenfalls der Abteilung „Sulfide, Selenide und Telluride mit dem Stoffmengenverhältnis Metall : S,Se,Te > 1 : 1“, wo Hessit zusammen mit Aguilarit, Akanthit, Argentit, Cervelleit, Chenguodait, Empressit, Naumannit, Stützit und Tsnigriit eine unbenannte Gruppe mit der Systemnummer II/B.05 bildet.
Auch die von der International Mineralogical Association (IMA) zuletzt 2009 aktualisierte 9. Auflage der Strunz’schen Mineralsystematik ordnet den Hessit in die Abteilung „Metallsulfide, M : S > 1 : 1 (hauptsächlich 2 : 1)“ ein. Diese ist allerdings weiter unterteilt nach den in der Verbindung vorherrschenden Metallen, so dass das Mineral entsprechend seiner Zusammensetzung in der Unterabteilung „mit Kupfer (Cu), Silber (Ag), Gold (Au)“ zu finden, wo es als einziges Mitglied eine unbenannte Gruppe mit der Systemnummer 2.BA.30c bildet.
In der vorwiegend im englischen Sprachraum gebräuchlichen Systematik der Minerale nach Dana hat Hessit die System- und Mineralnummer 02.04.02.01. Dies entspricht ebenfalls der Klasse der „Sulfide und Sulfosalze“ und dort der Abteilung „Sulfidminerale“. Hier findet er sich innerhalb der Unterabteilung „Sulfide – einschließlich Seleniden und Telluriden – mit der Zusammensetzung AmBnXp, mit (m+n) : p = 2 : 1“ in einer unbenannten Gruppe mit der Systemnummer 02.04.02, in der auch Cervelleit eingeordnet ist.

## Kristallstruktur
Hessit kristallisiert im monoklinen Kristallsystem in der Raumgruppe P21/c (Raumgruppen-Nr. 14) mit den Gitterparametern a = 8,164 Å, b = 4,468 Å, c = 8,977 Å und β = 124,16° sowie vier Formeleinheiten pro Elementarzelle.

## Modifikationen und Varietäten
Bei einer Temperatur von 155 °C geht Hessit in eine kubische Form über. 

## Bildung und Fundorte
Hessit bildet sich unter hydrothermalen Bedingungen bei niedrigen oder mittleren Temperaturen sowie in geringen Mengen in Pyrit-Lagerstätten. Als Begleitminerale treten unter anderem Altait, Calaverit, Chalkopyrit, Empressit, Galenit, gediegen Gold, Petzit, Pyrit, Rickardit, Sylvanit, Tellur und Tetraedrit auf. 
Als häufige Mineralbildung ist Hessit an vielen Fundorten anzutreffen, wobei weltweit bisher über 1000 Vorkommen dokumentiert sind (Stand 2023). Außer an seiner Typlokalität in der Altai-Region trat das Mineral in Russland noch an vielen Stellen unter anderem in Baschkortostan, Belgorod, Burjatien, Irkutsk, Kamtschatka, Murmansk, Sacha, Tscheljabinsk, Tschukotka zutage.
In Deutschland konnte Hessit bisher nur in einem Gabbro-Steinbruch (auch Bärensteinbruch) im Radautal nahe Bad Harzburg in Niedersachsen sowie in der Lagerstätte Schlema-Alberoda und in zwei Steinbrüchen nahe Neustadt in Sachsen gefunden werden.
In Österreich fand sich das Mineral bisher im Steinbruch „Holler“ bei Badersdorf im Burgenland, an mehreren Stellen in Kärnten (Klausengrube, Kluidscharte, Maltaberg, Reißeck, Stallhofen), in einer Tonlagerstätte bei Aspangberg-St. Peter in Niederösterreich, an einigen Orten im Salzburger Land (Mitterberg, Rotgülden, Schellgaden, Zell am See), bei Wolfsgruben, Dürnstein und Gasen in der Steiermark sowie auf der Freschalpe im Silbertal in Vorarlberg.
In der Schweiz kennt man Hessit bisher nur aus dem Val Calnègia im Tessin sowie aus Anniviers, vom Lac de Cleuson und aus dem Simplonpassgebiet im Kanton Wallis.
Weitere Fundorte liegen unter anderem in Ägypten, Argentinien, Armenien, Aserbaidschan, Äthiopien, Australien, Belgien, Bolivien, Botswana, Brasilien, Bulgarien, Chile, China, der Dominikanischen Republik, in Dschibuti, Ecuador, auf der Fidschi-Insel Viti Levu, in Finnland, Frankreich, Ghana, Griechenland, Grönland, Guyana, Indien, Indonesien, Iran, Italien, Japan, Kanada, Kasachstan, Kirgisistan, Korea, Kuba, Malaysia, Mali, Mexiko, der Mongolei, in Marokko, Myanmar, Nepal, Neuseeland, Norwegen, Pakistan, Papua-Neuguinea, Peru, auf den Philippinen, in Polen, Portugal, Rumänien, Saudi-Arabien, Schweden, der Slowakei, Spanien, Südafrika, Tadschikistan, Tansania, im Tschad, Tschechien, der Türkei, Ukraine, Ungarn, Uruguay, im Vereinigten Königreich (Nordirland, Schottland, Wales) und den Vereinigten Staaten von Amerika (Alaska, Arizona, Colorado, Kalifornien, Michigan und anderen).
Auch in Mineralproben vom Mittelatlantischen Rücken, genauer aus dem Hydrothermalfeld „Semyenov-2“, konnte Hessit nachgewiesen werden.

## Verwendung
Auf Grund des hohen Silberanteils von 63,3 % ist Hessit ein Silbererz. 